# Carpathonesticus plesai
Espèce
Synonymes
- Nesticus plesai Dumitrescu, 1980

Carpathonesticus plesai est une espèce d'araignées aranéomorphes de la famille des Nesticidae.

## Distribution
Cette espèce est endémique de Roumanie. Elle se rencontre dans la grotte Peștera Ursilor dans les monts Bihor.

## Description
La carapace du mâle holotype mesure 2,000 mm de long sur 1,850 mm et la carapace de la femelle paratype mesure 1,800 mm de long sur 1,625 mm.

## Systématique et taxinomie
Cette espèce a été décrite sous le protonyme Nesticus plesai par Dumitrescu en 1980. Elle est placée dans le genre Carpathonesticus par Ribera et Dimitrov en 2023.

## Étymologie
Cette espèce est nommée en l'honneur de Corneliu Pleşa.

## Publication originale
- Dumitrescu, 1980 : « La monographie des représentants du genre Nesticus des grottes de Roumanie, IIe note. » Travaux de l'Institut de Spéologie Émile Racovitza, vol. 19, p. 77-101.